# Joshua Jackson
Joshua Carter Jackson (Vancouver, Kanada, 11. lipnja, 1978.), poznatiji kao Joshua Jackson, je kanadsko-američki glumac.

## Rani život
Joshua Jackson rođen je u Vancouveru, a odrastao je u Kaliforniji, odgajan u katoličkoj obitelji. Nedugo nakon rođenja njegove sestre Aisleagh roditelji im se razvode te se s majkom sele u Seattle, Washington. Upisao je osnovnu školu u Shorelineu, a nakon toga se s majkom i sestrom vratio u Vancouver, gdje je završio osnovnu i upisao srednju školu. U jednom intevjuu Joshua je priznao kako je izbačen iz srednje škole zbog emisije The Jon Stewart Show.

## Karijera
S jedanaest godina Joshua Jackson odlučuje da se želi baviti glumom. Znajući koliko okrutna može biti glumačka karijera, njegova majka Fiona Jackson, kasting-redateljica (zadužena za odabir glumaca na audicijama za ulogu u određenom filmu), odvela ga je na njegov prvi kasting u nadi da će ga obeshrabriti. Umjesto toga, angažiran je u TV reklami za čips 'Keebler's i otad se njegova karijera proširila na uloge u TV serijama, filmovima i kazalištu. 

Ubrzo nakon što je odabrao glumu kao svoj životni poziv, Joshua dobiva ulogu Charlieja u trodjelnoj obiteljskoj komediji Moćne patke (snimani su 1992., 1994. i 1996. godine). Nakon nešto manje od dvije godine otišao je na audiciju za ulogu Paceyja Wittera u teen-seriji Dawson's Creek i – dobio ulogu. Serija je imala premijeru u siječnju 1998., a posljednja epizoda prikazana je sredinom svibnja 2003. godine. U seriji su glumili i James Van Der Beek, Michelle Willams te Katie Holmes. Dok su u tijeku bile pauze snimanja, Joshua Jackson pojavio se u nekoliko filmova, uključujući, između ostalih, Tajno društvo, Sigurne stvari i Projekt Laramie. Imao je i manju ulogu u remakeu filma Oceanovih 11, u kojem je glumio sam sebe u pokeraškoj sceni s Bradom Pittom, Georgeom Clooneyjem i Holly Marie Combs.

Nedugo nakon završetka snimanja Dawson's Creeka, Joshua je igrao naslovne uloge u filmovima nasuprot Dennisu Hopperu (Americano), Harveyju Keitelu (Sjene) i Donaldu Sutherlandu (Aurora Borealis). Godine 2005. Joshua Jackson odselio se u Veliku Britaniju te ostvario svoj kazališni debi, i to u predstavi A Life in the Theatre rame uz rame s Patrickom Stewartom i Davidom Mametom.

Sljedeća Joshuina uloga bila je ona u drami Bobby iz 2006., koju je režirao Emilio Estevez, njegov kolega iz filma Moćne patke. Slijedi naslovna uloga u američkom remakeu azijskog horora Shutter (2008.). Osim što je imao glavnu ulogu, Joshua je i režirao film Tjedan dana, koji je pretpremijeru imao u rujnu 2008. godine na filmskom festivalu u Torontu, a premijeru u ožujku sljedeće godine.

## Privatni život
Kad je riječ o privatnom životu, tu je bilo i više nego dovoljno materijala za žuti tisak. Naime, Josh je u studenom 2002. u Sjevernoj Karolini, na hokejaškoj utakmici, uhićen zbog svađe sa zaštitarom. Bio je pod utjecajem alkohola te je optužen za napad na službenu osobu i remećenje javnog reda i mira. U vrijeme uhićenja imao je 0,14 promila alkohola u krvi. Izjasnio se krivim, nakon čega je osuđen na prisustvovanje programu odvikavanja od alkohola, te je naposljetku odradio 24 sata društveno-korisnog rada. 

Osim s Katie Holmes, Joshua Jackson bio je u vezi s glumicama Ali Larter, Brittany Daniel i Rosario Dawson). Od 2006. u vezi je s glumicom Diane Kruger, koja se početkom 2010. pojavila u jednoj od epizoda serije Fringe.

## Filmografija
| Godina | Naslov                 | Uloga                 | Bilješke                                |
| ------ | ---------------------- | --------------------- | --------------------------------------- |
| 1991.  | Crooked Hearts         | Tom (11 godina)       |                                         |
| 1992.  | Moćne patke            | Charlie Conway        |                                         |
| 1993.  | Digger                 | Billy                 |                                         |
| 1994.  | Moćne patke 2.         | Charlie Conway        |                                         |
| 1994.  | Andre                  | Mark Baker            |                                         |
| 1995.  | Na začaranom jezeru    | Joshua Black          |                                         |
| 1996.  | Moćne patke 3.         | Charlie Conway        |                                         |
| 1996.  | Robin of Locksley      | John Prince Jr.       |                                         |
| 1997.  | Vrisak 2               | Učenik #1             |                                         |
| 1998.  | The Battery            |                       | Kratkometražni film                     |
| 1998.  | Savršeni učenik        | Joey                  |                                         |
| 1998.  | Urbane legende         | Damon Brooks          |                                         |
| 1999.  | Okrutne namjere        | Blaine Tuttle         |                                         |
| 1999.  | Muppets from Space     | Pacey Witter          | Nekreditirana uloga                     |
| 2000.  | Tajno društvo          | Lucas 'Luke' McNamara |                                         |
| 2000.  | Gossip                 | Beau Edson            |                                         |
| 2001.  | Sigurne stvari         | Paul Gold             |                                         |
| 2001.  | Oceanovih jedanaest    | Josh                  | Cameo-uloga                             |
| 2002.  | Projekt Laramie        | Matt Galloway         |                                         |
| 2002.  | Teksaška pravila       | Earl Crest            | Alternativni naslov: Cowboys and Idiots |
| 2003.  | Potamnjeli sjaj        | John                  |                                         |
| 2005.  | Prokleti               | Jake Taylor           |                                         |
| 2005.  | Zebra trkačica         | Trenton's Pride       | Glasovna uloga                          |
| 2005.  | Americano              | Chris McKinley        |                                         |
| 2005.  | Aurora Borealis (film) | Duncan Shorter        |                                         |
| 2005.  | Sjene                  | Jeremy Taylor         | Alternativni naslov: Shadows in the Sun |
| 2006.  | Bobby                  | Wade Buckley          |                                         |
| 2007.  | Battle in Seattle      | Randall               |                                         |
| 2008.  | Shutter                | Benjamin Shaw         |                                         |
| 2008.  | Tjedan dana            | Ben Tyler             |                                         |
| 2011.  | U.F.O.                 | Paul Foster           |                                         |

| Godina        | Naslov                   | Uloga           | Bilješke                                                   |
| ------------- | ------------------------ | --------------- | ---------------------------------------------------------- |
| 1991.         | Payoff                   | Mladi Mac       | TV-film                                                    |
| 1996.         | Champs                   | Matt Mazzilli   | Epizoda: Breaking Up Is Hard to Do Epizoda: For Art's Sake |
| 1996.         | Robin of Locksley        | Prince John Jr. | TV-film                                                    |
| 1997.         | Ronnie & Julie           | Ronnie Monroe   | TV-film                                                    |
| 1997.         | On the Edge of Innocence | Sammy           | TV-film                                                    |
| 1997.         | The Outer Limits         | Devon Taylor    | Epizoda: Music of the Spheres                              |
| 1998. – 2003. | Dawson's Creek           | Pacey Witter    | 128 epizoda                                                |
| 2000.         | Simpsoni                 | Jesse Grass     | Epizoda: Lisa the Tree Hugger                              |
| 2006.         | Capitol Law              | Mark Clayton    | TV-Pilot                                                   |
| 2008.–danas   | Fringe                   | Peter Bishop    | 47 epizoda                                                 |

## Nagrade
Genie Awards
- 2010.: Osvojio, "Best Actor" – One Week

Ft. Lauderdale International Film Festival
- 2005.: Osvojio, "Best Actor" – Aurora Borealis

Hollywood Film Festival
- 2006.: Osvojio, "Best Ensemble of the Year" – Bobby

Satellite Award
- 2006.: Nominiran, "Best Actor in a Dramatic Motion Picture" – Aurora Borealis

Screen Actors Guild Awards
- 2007.: Nominiran, "Outstanding Performance by a Cast in a Motion Picture" – Bobby

Teen Choice Award
- 1999.: Osvojio, "Choice TV Actor" – Dawson's Creek
- 2000.: Nominiran, "Choice Liar in a Film" – The Skulls
- 2000.: Osvojio, "Choice TV Actor" – Dawson's Creek
- 2001.: Osvojio, "Choice TV Actor" – Dawson's Creek
- 2002.: Nominiran, "Choice TV Actor" – Dawson's Creek
- 2003.: Nominiran, "Choice TV Actor" – Dawson's Creek
- 2009.: Nominiran, "Choice TV Actor" – Fringe

Young Artist Award
- 1993.: Nominiran, "Outstanding Young Ensemble Cast in a Motion Picture" – The Mighty Ducks

Young Hollywood Award
- 2000.: Osvojio, "Male Superstar of Tomorrow"

## Vanjske poveznice
- Joshua Jackson u internetskoj bazi filmova IMDb-u (engl.)